# Massimo Luongo
Massimo Corey Luongo (Sídney, 25 de septiembre de 1992) es un futbolista australiano. Juega de centrocampista y su equipo es el Millwall F. C. de la EFL Championship de Inglaterra.

## Trayectoria

### Tottenham Hotspur
Luongo nació en Sídney. Estudió en el Waverley College en donde ganó el campeonato de fútbol en 2009. Luongo fichó con el Tottenham Hotspur en enero de 2011 luego de impresionar en unas pruebas, y pasó a jugar un total de ocho partidos para el equipo sub-18 del club durante la temporada 2010-11 de la Premier Academy League, anotando un total de tres goles. Hizo su única aparición con el primer equipo el 20 de septiembre de 2011 en la derrota 7-6 por penales frente a Stoke City en la Copa de la Liga, reemplazando a Sandro en el minuto 70. Luongo erró el octavo penal del Tottenham, lo que resultó en la eliminación de su equipo.
El 23 de julio de 2012, Luongo se unió al Ipswich Town del Football League Championship en calidad de préstamo por toda la temporada 2012-13. No obstante, el traspaso fue concluido el 9 de noviembre luego de que el nuevo entrenador de Ipswich, Mick McCarthy, determinara que necesitaba "otro tipo de jugador".

### Swindon Town
El 28 de marzo de 2013, Luongo fichó para el Swindon Town en calidad de préstamo junto con sus compañeros en los Spurs Nathan Byrne y Dean Parrett. Al día siguiente fue puesto de inmediato en la alineación del club para un partido frente a Oldham y jugó los 90 minutos del partido que terminaría empatado 1–1.
Luongo anotó su primer gol con el Swindon en una victoria 4-1 sobre el Crewe. Volvió a anotar en un partido de las semifinales de los playoffs frente a Brentford.
Luongo firmó un contrato a préstamo por un año con el Swindon Town el 2 de julio de 2013. No obstante, el 31 de agosto de 2013, Swindon terminó fichando a Luongo en forma permanente, dándole un contrato de tres años luego de acordar pagar £400.000 a Tottenham por el traspaso.

### Queens Park Rangers
En el mercado de verano antes de comenzar la temporada 15/16 el club de Londres pago cinco millones de euros por hacerse con sus servicios.
En las nominaciones al balón de oro de ese año fue incluido dentro de la lista de 59 jugadores.[cita requerida]

### Sheffield Wednesday
En agosto de 2019 fichó por el Sheffield Wednesday, por un valor de 1,1 millones de euros, quedando en el club hasta 2022.

### Middlesbrough
En septiembre de 2022 llegó al Middlesbrough, tras haber terminado su contrato con el Sheffield Wednesday.

## Selección nacional
Luongo era elegible para representar a Australia, su país de nacimiento, Italia, país de nacimiento de su padre e Indonesia, país de nacimiento de su madre, decidiendo finalmente representar a los Socceroos.
El 13 de mayo de 2014, Luongo fue incluido por Ange Postecoglou, el entrenador de la selección australiana, en la lista preliminar de 30 jugadores con miras a la Copa Mundial de Fútbol de 2014. Semanas después, fue confirmado en la lista final de 23 jugadores el 3 de junio.
Durante enero y febrero de 2015 fue parte de la selección Australiana que se coronó como campeona de la Copa Asiática 2015 que se realizó en su mismo país. Para destacar Luongo anotó dos goles durante el torneo, uno de ellos incluso en la final en la que derrotaron por 2-1 a la selección de Corea del Sur, Luongo fue escogido como mejor jugador del torneo. 

### Participaciones en Copas del Mundo
| Mundial                        | Sede   | Resultado      |
| ------------------------------ | ------ | -------------- |
| Copa Mundial de Fútbol de 2014 | Brasil | Fase de grupos |
| Copa Mundial de Fútbol de 2018 | Rusia  | Fase de grupos |

### Participaciones en Copas Asiáticas
| Copa               | Sede      | Resultado        |
| ------------------ | --------- | ---------------- |
| Copa Asiática 2015 | Australia | Campeón          |
| Copa Asiática 2019 | EAU       | Cuartos de final |

## Clubes
| Club                          | País       | Año       |
| ----------------------------- | ---------- | --------- |
| Tottenham Hotspur F. C.       | Inglaterra | 2011-2013 |
| → Ipswich Town F. C. (cedido) | Inglaterra | 2012      |
| → Swindon Town F. C. (cedido) | Inglaterra | 2013      |
| Swindon Town F. C.            | Inglaterra | 2013-2015 |
| Queens Park Rangers F. C.     | Inglaterra | 2015-2019 |
| Sheffield Wednesday F. C.     | Inglaterra | 2019-2022 |
| Middlesbrough F. C.           | Inglaterra | 2022-2023 |
| Ipswich Town F. C.            | Inglaterra | 2023-2025 |
| Millwall F. C.                | Inglaterra | 2025-     |

## Palmarés

### Títulos internacionales
| Título        | Club (*)               | País      | Año  |
| ------------- | ---------------------- | --------- | ---- |
| Copa Asiática | Selección de Australia | Australia | 2015 |

(*) Incluyendo la selección.

### Distinciones individuales
| Distinción                                 | Año  |
| ------------------------------------------ | ---- |
| Mejor Jugador de la Copa Asiática          | 2015 |
| Parte del Equipo Ideal de la Copa Asiática | 2015 |